# Saison 1951-1952 de la LIH
Saison précédente Saison suivante
La saison 1951-1952 est la septième saison de la ligue internationale de hockey.
Les Mercurys de Toledo remportent la Coupe Turner en battant les Rockets de Grand Rapids en série éliminatoire.

## Saison régulière
Une nouvelle équipe joint la ligue en début de saison : les Bruins de Troy. Les Sailors de Sarnia quittent pour la ligue senior A de l'Ontario et les Auto Club de Détroit quant à eux doivent cesser leurs activités en raison de difficultés financières.

### Classement de la saison régulière
| Clt   | Équipe                  | PJ | V  | D  | N | BP  | BC  | Pts |
| ----- | ----------------------- | -- | -- | -- | - | --- | --- | --- |
| +001, | Rockets de Grand Rapids | 48 | 29 | 13 | 6 | 213 | 156 | 64  |
| +002, | Mercurys de Toledo      | 48 | 24 | 18 | 6 | 210 | 192 | 54  |
| +003, | Bruins de Troy          | 48 | 23 | 19 | 6 | 211 | 180 | 52  |
| +004, | Maroons de Chatham      | 48 | 22 | 23 | 3 | 206 | 218 | 47  |
| +005, | Hettche de Détroit      | 48 | 10 | 35 | 3 | 138 | 232 | 23  |

- Champion de la saison régulière
- Qualifié pour les séries éliminatoires

### Meilleurs pointeurs
| Joueur         | Équipe       | PJ | B  | A  | Pts | Pun |
| -------------- | ------------ | -- | -- | -- | --- | --- |
| George Parker  | Grand Rapids | 48 | 48 | 33 | 81  | 31  |
| Ernie Dick     | Chatham      | 48 | 30 | 42 | 72  | 12  |
| Carl Liscombe  | Détroit      | 45 | 35 | 31 | 66  | 14  |
| Jim Cunningham | Toledo       | 45 | 29 | 36 | 65  | 63  |
| Julius Swick   | Troy         | 48 | 32 | 29 | 61  | 55  |
| John Kovich    | Toledo       | 46 | 25 | 35 | 60  | 20  |
| Earl Towers    | Chatham      | 48 | 25 | 34 | 59  | 38  |
| John Myke      | Troy         | 45 | 20 | 38 | 58  | 68  |
| Bobby Moy      | Grand Rapids | 40 | 27 | 30 | 57  | 24  |
| Steve Gaber    | Troy         | 46 | 32 | 23 | 55  | 14  |

## Séries éliminatoires
Les séries éliminatoires se déroule du 12 mars au 5 avril. Les vainqueurs des demi-finales s'affrontent pour l'obtention de la Coupe Turner.

### Tableau
|  | Demi-finales            | Demi-finales       |                         |   | Finale | Finale |
|  | Demi-finales            | Demi-finales       |                         |   | Finale | Finale |
|  |                         |                    |                         |   |        |        |
|  |                         |                    |                         |   |        |        |
|  |                         |                    |                         |   |        |        |
|  | Rockets de Grand Rapids | 4                  |                         |   |        |        |
|  | Rockets de Grand Rapids | 4                  |                         |   |        |        |
|  | Bruins de Troy          | 3                  |                         |   |        |        |
|  | Bruins de Troy          | 3                  | Rockets de Grand Rapids | 2 |        |        |
|  |                         |                    | Rockets de Grand Rapids | 2 |        |        |
|  |                         | Mercurys de Toledo | 4                       |   |        |        |
|  | Mercurys de Toledo      | Mercurys de Toledo | 4                       | 4 |        |        |
|  | Mercurys de Toledo      |                    |                         | 4 |        |        |
|  | Maroons de Chatham      | 0                  |                         |   |        |        |
|  | Maroons de Chatham      | 0                  |                         |   |        |        |

### Demi-finales
Pour les demi-finales, l'équipe ayant terminé au premier rang lors de la saison régulière, les Rockets de Grand Rapids, affrontent l'équipe ayant terminé troisième, les Bruins de Troy, puis celle ayant fini deuxième, les Mercurys de Toledo, font face à l'équipe ayant pris la quatrième place, les Maroons de Chatham. Pour remporter les demi-finales, les équipes doivent obtenir quatre victoires.
| Date    | Équipe à domicile       | Score | Équipe visiteuse        |
| ------- | ----------------------- | ----- | ----------------------- |
| 12 mars | Rockets de Grand Rapids | 3-7   | Bruins de Troy          |
| 13 mars | Bruins de Troy          | 4-5   | Rockets de Grand Rapids |
| 15 mars | Rockets de Grand Rapids | 1-2   | Bruins de Troy          |
| 16 mars | Bruins de Troy          | 0-3   | Rockets de Grand Rapids |
| 20 mars | Rockets de Grand Rapids | 5-1   | Bruins de Troy          |
| 21 mars | Bruins de Troy          | 4-3   | Rockets de Grand Rapids |
| 22 mars | Rockets de Grand Rapids | 9-3   | Bruins de Troy          |

Les Rockets de Grand Rapids remportent la série 4 victoires à 3.
| Date    | Équipe à domicile  | Score | Équipe visiteuse   |
| ------- | ------------------ | ----- | ------------------ |
| 12 mars | Mercurys de Toledo | 4-2   | Maroons de Chatham |
| 14 mars | Maroons de Chatham | 5-7   | Mercurys de Toledo |
| 15 mars | Mercurys de Toledo | 7-2   | Maroons de Chatham |
| 17 mars | Maroons de Chatham | 6-7   | Mercurys de Toledo |

Les Mercurys de Toledo remportent la série 4 victoires à 0.

### Finale
La finale oppose les vainqueurs de leur série respectives, les Rockets de Grand Rapids et les Mercurys de Toledo pour une deuxième saison consécutive. Pour remporter la finale les équipes doivent obtenir quatre victoires.
| Date    | Équipe à domicile       | Score | Équipe visiteuse        |
| ------- | ----------------------- | ----- | ----------------------- |
| 25 mars | Rockets de Grand Rapids | 4-2   | Mercurys de Toledo      |
| 26 mars | Mercurys de Toledo      | 5-2   | Rockets de Grand Rapids |
| 29 mars | Rockets de Grand Rapids | 4-5   | Mercurys de Toledo      |
| 30 mars | Mercurys de Toledo      | 5-1   | Rockets de Grand Rapids |
| 2 avril | Rockets de Grand Rapids | 5-3   | Mercurys de Toledo      |
| 5 avril | Mercurys de Toledo      | 5-4   | Rockets de Grand Rapids |

Les Mercurys de Toledo remportent la série 4 victoires à 2.

### Effectifs de l'équipe championne
Voici l'effectif des Mercurys de Toledo, champion de la Coupe Turner 1952:
- Entraineur : Alex Woods.
- Joueurs : Stan Fogg, John Lumley, Bob Palmer, Len Wharton, Billy Booth, Joe Nolan, John McGrath, Billy Lynn, Vic DiMarco, Dick Pontarollo, Earl O'Brien, John Kovich, Jim Cunningham, Jim Lemoine et George Burke.

## Trophées remis
| Trophée               | Description                       | Vainqueur               |
| --------------------- | --------------------------------- | ----------------------- |
| Coupe Turner          | Champion des séries éliminatoires | Mercurys de Toledo      |
| Trophée J.-P.-McGuire | Champion de la saison régulière   | Rockets de Grand Rapids |

| Trophée                     | Description       | Vainqueur                                 |
| --------------------------- | ----------------- | ----------------------------------------- |
| Trophée George-H.-Wilkinson | Meilleur pointeur | George Parker des Rockets de Grand Rapids |
| Trophée James-Gatschene     | Joueur MVP        | Ernie Dick des Maroons de Chatham         |

### Équipes d'étoiles
| Première équipe | Première équipe         | Première équipe |
| Joueur          | Équipe                  | Position        |
| --------------- | ----------------------- | --------------- |
| Bill Tibbs      | Mercurys de Toledo      | G               |
| Julian Sawchuk  | Bruins de Troy          | D               |
| Al Plouffe      | Maroons de Chatham      | D               |
| George Parker   | Rockets de Grand Rapids | AG              |
| Julius Swick    | Bruins de Troy          | C               |
| George Drysdale | Maroons de Chatham      | AD              |